# Gámbita
Gámbita – miasto w Kolumbii, w departamencie Santander.